# Jinigenahalli, Belur
Jinigenahalli là một làng thuộc tehsil Belur, huyện Hassan, bang Karnataka, Ấn Độ.